# Agapornis personatus
Agapornis personatus là một loài chim trong họ Psittacidae.

## Hình ảnh

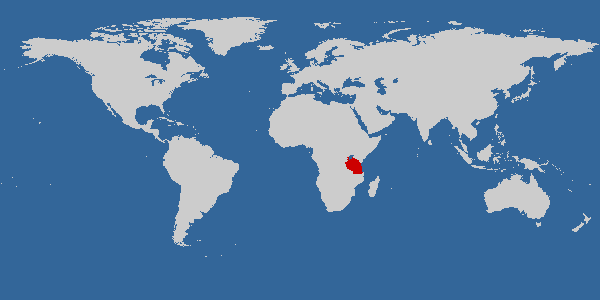
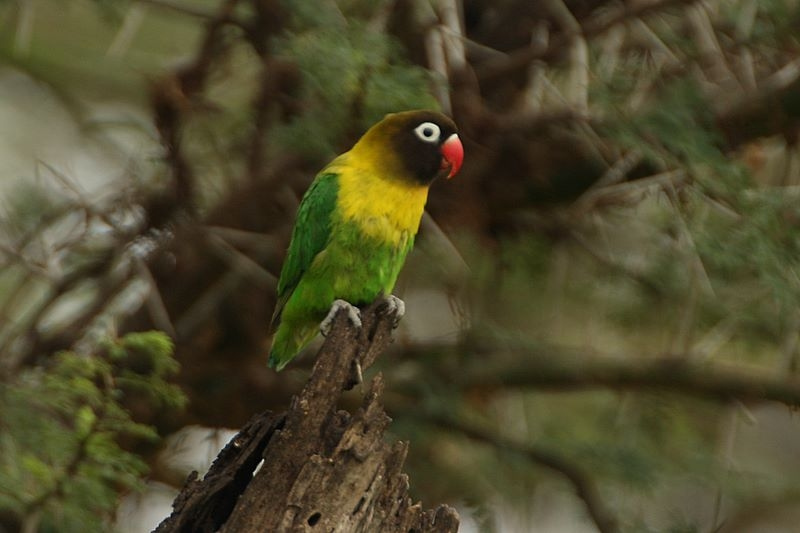
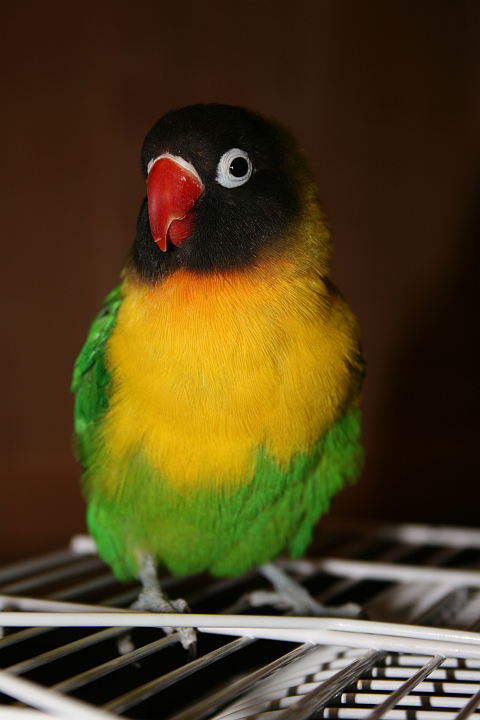
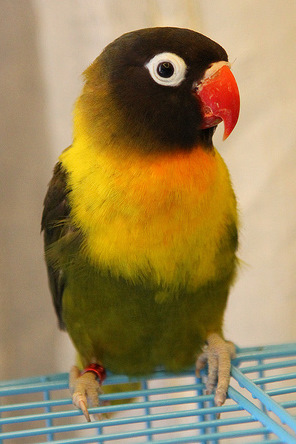
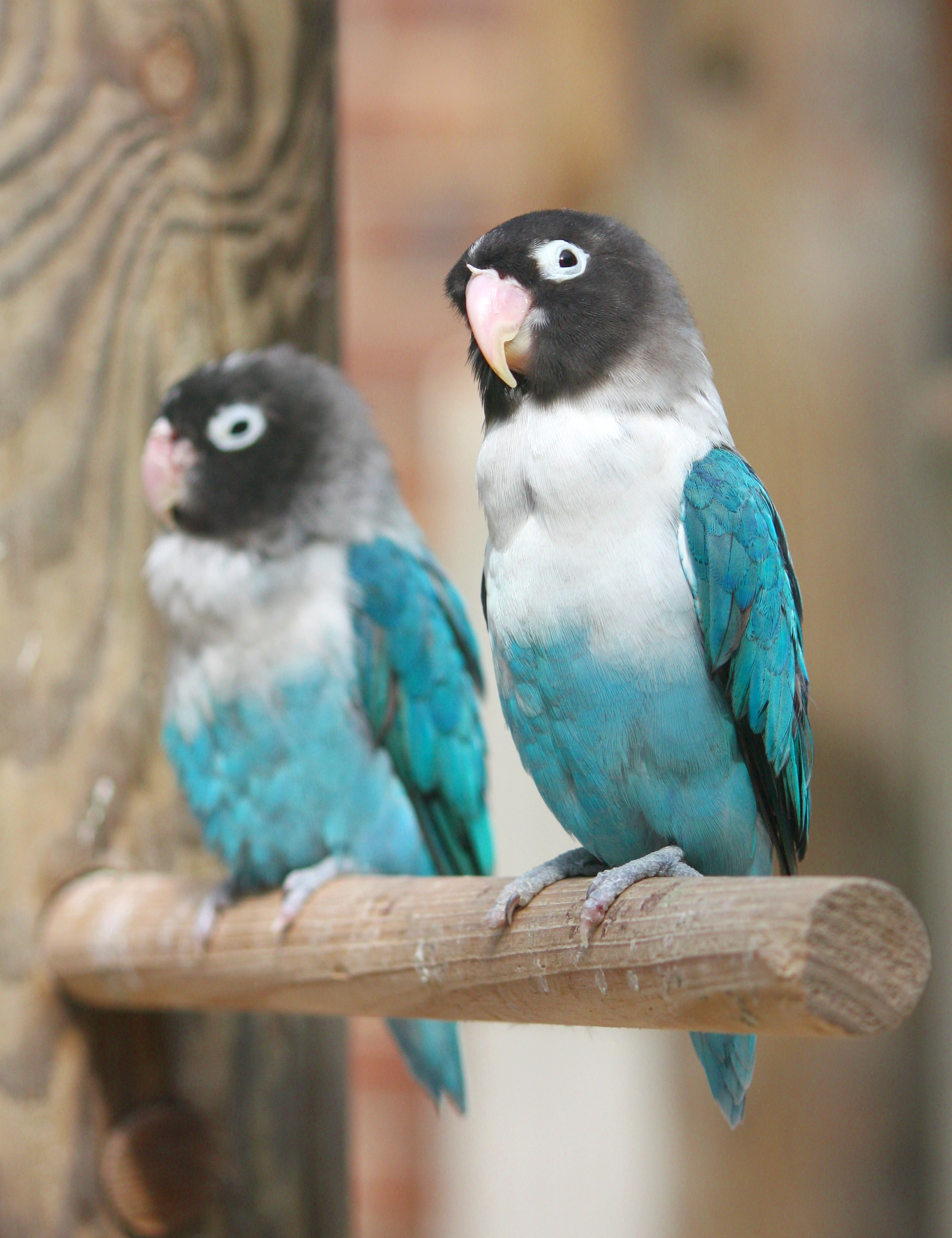